# Предавателна линия
Предавателна линия е материална структура, която транспортира от едно място до друго енергия, като например електромагнитни вълни или звукови вълни, както и пренос на електроенергия. Нарича се още преносна или фидерна линия. Според вида на предаване линията може да включва кабели, коаксиални кабели, вълноводи, лентови линии, диелектрични плочи, микролентови линии  и оптични влакна.
При ниски честоти размерите на предавателните структури са малки в сравнение с дължината на електромагнитните вълни – променливотоковите процеси в електричните вериги се разглеждат като квазистационарни. В сила са законите на Кирхоф, приложени към вериги съставени от дискретни елементи. С нарастване на честотата съставните елементи започват да оказват значително влияние. При свръхвисоки честоти между токовете и напреженията възникват фазови разлики поради крайната скорост на разпространение на сигналите и възможността за натрупване на реактивна енергия в паразитни реактивности, обикновено пренебрегвани при ниски честоти. Напречните размери на предавателната линия стават съизмерими с дължината на вълната и по-малки от нея, а дължината ѝ – по-голяма от дължината на вълната и тя се нарича дълга линия. Изчерпателното изследване на разпространението на сигнала в предавателните структури включва подробен анализ на полето, което се разпространява в структурата.
Ако напречните размери на предавателните структури остават малки в сравнение с дължината на вълната законите на Кирхоф запазват валидността си – за изследването на електричните вериги при високи честоти се прилагат (след модифициране) методи на анализ, разработени за променливотокови вериги.
Всяка предавателна линия може да бъде представена чрез еквивалентна електрическа верига с разпределени параметри:
- R – Съпротивление за единица дължина [Ω/m]
- L – Индуктивност за единица дължина [H/m]
- C – Капацитет за единица дължина [F/m]
- G – Проводимост на изолацията за единица дължина [S/m]

Параметрите R, L, C и G се получават теоретично чрез анализ на електромагнитното поле в рамките на предавателната линия, като се отчитат нейната пространствена структурата и електричните характеристики на материалите, от които е изградена (материалните константи).
За коаксиална линия {\displaystyle a} и {\displaystyle b} са радиуси съответно на вътрешния и външния проводник и
{\displaystyle L=200\cdot {ln{\frac {b}{a}}}\ } , [nH/m]

{\displaystyle C={\frac {55,63\varepsilon _{r}}{ln{\frac {b}{a}}}}\ } , [pF/m]

{\displaystyle \varepsilon _{r}} – диелектрична константа на диелектрика, разположен между двата проводника на коаксиалната линия.